# Caius Marius Victorinus
Caius Marius Victorinus (4. század) római rétor, grammatikus.

## Élete, művei
Africa provinciából származott, írt bölcseleti és szónoklattani munkákat, valamint egy metrikát négy könyvben. Később, már mint keresztény, kommentárokat készített Szent Pál több leveléhez. Neve alatt még több kisebb dolgozat, illetve bibliai költemény található, de ezek feltehetőleg más szerzők munkái.